# Dance to the Music (singolo Sly & the Family Stone)
Dance to the Music è un singolo degli Sly & the Family Stone del 1967. Primo singolo di successo della formazione, Dance to the Music viene considerato una pietra miliare del fortunato soul psichedelico.

## Storia
Dance to the Music fu registrata nel 1967 su insistenza di Clive Davis, dirigente della CBS Records (poi rinominata Sony Music) che incitò gli Sly & the Family Stone a pubblicare musica più redditizia da un punto di vista commerciale rispetto a quella presente nel loro album d'esordio A Whole New Thing (1967). Il leader del gruppo Sly Stone decise quindi di registrare una traccia che fondesse le inclinazioni psichedeliche della band a un suono più pop. Sebbene Jerry Martini, il sassofonista degli Sly & the Family Stone, avesse definito la scelta di registrare un brano commerciale "una cosa diabolica", Dance to the Music fu il primo singolo della band a raggiungere l'ottava posizione dei singoli pop di Billboard. Nel 1968 la band registrò, usando lo pseudonimo The French Fries, una versione velocizzata e con liriche in francese di Dance to the Music intitolata Danse à la Musique. Dance to the Music si piazzò alla posizione numero 223 nella lista dei 500 migliori brani di tutti i tempi di Rolling Stone.

## Formazione
- Sly Stone: voce, organo Hammond
- Freddie Stone: voce, chitarra
- Larry Graham: voce, basso
- Cynthia Robinson: tromba, voce
- Jerry Martini: sassofono
- Greg Errico: batteria

## Tracce
1. Dance To The Music – 2:38 (Sly Stone)
2. Let Me Hear It from You – 3:35 (Sly Stone)

Durata totale: 6:13